# Luis González Bravo
Pour les articles homonymes, voir Luis González (homonymie), González et Bravo.
Luis González Bravo y López de Arjona, né le 8 juillet 1811 à Cadix et mort le 1er septembre 1871 à Biarritz, est un journaliste et homme d'État espagnol.

## Biographie
Il fait des études de droit à université d'Alcalá de Henares. Militant au parti progressiste, il participe à la Milice nationale pendant la régence de Marie-Christine de Bourbon. Il est député de Cadix en 1841, période durant laquelle il acquiert une plus grande modération, ce qui lui permet, avec l'appui de Narváez, d'être nommé président du Conseil des ministres et ministre d'État (chargé des Affaires étrangères) le 5 décembre 1843, après le renversement de Salustiano Olózaga. Il travaille pour Narváez en dissolvant la Milice nationale, déclare l'état de siège, dissout les conseils municipaux, impose la censure à la presse et accuse Olózaga d'avoir intrigué contre la reine Isabelle II quand il était président du Conseil.
Le 25 avril 1844, il signe avec le général chilien José Manuel Borgoño le traité de « paix et d'amitié » par lequel l'Espagne reconnaît l'indépendance du Chili. 
Son départ du gouvernement le 3 mai 1844, à la tête duquel lui succède Narváez, l'amène à Lisbonne en tant qu'ambassadeur. Après son retour en Espagne, et face à ses diatribes contre ses propres compagnons, qui l'avaient jadis soutenu, il fuit durant la révolution de 1854 craignant pour sa vie. En 1864, il est nommé ministre de l'Intérieur sous le gouvernement Narváez lorsque la politique espagnole a clairement acquis une coloration réactionnaire. Il se rend responsable de la répression sanglante d'une manifestation étudiante par la Garde civile, ce qui l'oblige à démissionner en 1865, pour revenir l'année suivante au même poste et de nouveau comme président du Conseil le 23 avril 1868 comme successeur de Narváez, décédé. Ses agissements controversés sont un élément supplémentaire qui favorise la Révolution de 1868 et la chute d'Isabelle II. Il s'exile à Biarritz et rejoint les carlistes. 
En 1863, il est nommé membre de l'Académie royale espagnole.